# Waldoraptor
Waldoraptor (Valdoraptor oweni) – dinozaur z grupy karnozaurów (Carnosauria).
Żył w okresie wczesnej kredy (ok. 127-121 mln lat temu) na terenach współczesnej Europy. Długość ciała ok. 5 m, wysokość ok. 2 m, masa ok. 500 kg. Jego szczątki znaleziono w Anglii.